# Günter Josef Mai
Günter Josef Mai (* 8. Oktober 1923 in Berlin-Schöneberg; † 2. Juli 1963 in Gardelegen, Altmark) war ein deutscher römisch-katholischer Schriftsteller.

## Leben
Günter Josef Mai – über dessen Jahre vor 1959 nichts bekannt ist, außer dass er eine schwere Kriegsverletzung erlitten hat, die sein weiteres Leben stark beeinträchtigte – schrieb seit den späten 1950er Jahren in der DDR katholisch geprägte Romane und Erzählungen. Sein auch als Fortsetzungsroman in sämtlichen Bezirkszeitungen der Christlich-Demokratischen Union erschienenes Hauptwerk Ein Haus gegen die Nacht gebaut wurde von der Leserschaft positiv aufgenommen und dabei die herauslesbare „Anleitung zu einem Christentum der Tat und der wirklichen Nächstenliebe“ gelobt. Sein Credo lautete: „Der Dichter nun hat im wesentlichen dies im Sinne: darzustellen, was wirklich auf unserer Erde geschieht; darzustellen, wie wir Menschen leben; darzustellen, wie wir uns bemühen müssen, um unseren vorgeschriebenen Lebensweg zu gehen zu dem Ziel, das wir vor uns wissen. All das aber ist ja das von Gott gegebene Leben auf unserer Erde, ist doch Teil der göttlichen Schöpfung. Wer zum Verständnis dieser Schöpfung … wie der Dichter beizutragen hat, ist ebenso wie der Priester Mittler, ist berufen wie er …“ Die meisten seiner Bücher illustrierte Alexander Alfs.
Mai verstarb nach leidvollen Monaten im Sanatorium am 2. Juli 1963 in seinem Wohnort Gardelegen. Im Nachlass befanden sich die unveröffentlichten Romane Und suchen das Licht und Macht ohne Gnade. Passagen daraus hatte er in sein letztes Buch Kleingeld, das wie Versuchung der Freien erst nach seinem Tod erscheinen konnte, noch einarbeiten können.

## Werke
- 1959: Ankou. Bretonische Erzählungen. St. Benno-Verlag, Leipzig. (Benno-Bücher Bd. 9)
- 1959: Unterwegs geblieben. Eine Legende von der schenkenden, tröstenden und verzeihenden Liebe. Evangelische Verlagsanstalt, Berlin.
- 1960: Ein Haus gegen die Nacht gebaut. St. Benno-Verlag, Leipzig. (Katholische Dichter unserer Zeit Bd. 8)
- 1961: Die Nacht des Helmut Bernmandel. Erzählung. Evangelische Verlagsanstalt, Berlin.
- 1964: Versuchung der Freien. Roman. St. Benno-Verlag, Leipzig. (Katholische Dichter unserer Zeit Bd. 12)
- 1964: Kleingeld. Erzählungen. St. Benno-Verlag, Leipzig.